# Confine tra Argentina e Cile
Il confine tra l'Argentina e il Cile descrive la linea di demarcazione tra questi due stati. Ha una lunghezza di 5.150 km.

## Caratteristiche
La linea di confine interessa la parte occidentale dell'Argentina e quella orientale del Cile. Ha un andamento generale da nord verso sud. Corre lungo la catena montuosa delle Ande e termina nella regione antartica con il Paso Integración Austral.
Inizia alla triplice frontiera tra Argentina, Bolivia e Cile e termina tra le isole della Terra del Fuoco.

## Territori contesi

### Contenziosi in essere
Attualmente, due sezioni del confine rimangono ancora oggetto di disputa, una in America e l'altra in Antartide, sebbene quest'ultima sia andata in secondo piano per via del Trattato antartico: le rivendicazioni su di essa si sovrappongano a quella di un paese terzo, il Regno Unito.

#### Campo di ghiaccio della Patagonia meridionale

Territori oggetto di contesa presso il campo di ghiaccio patagonico sud

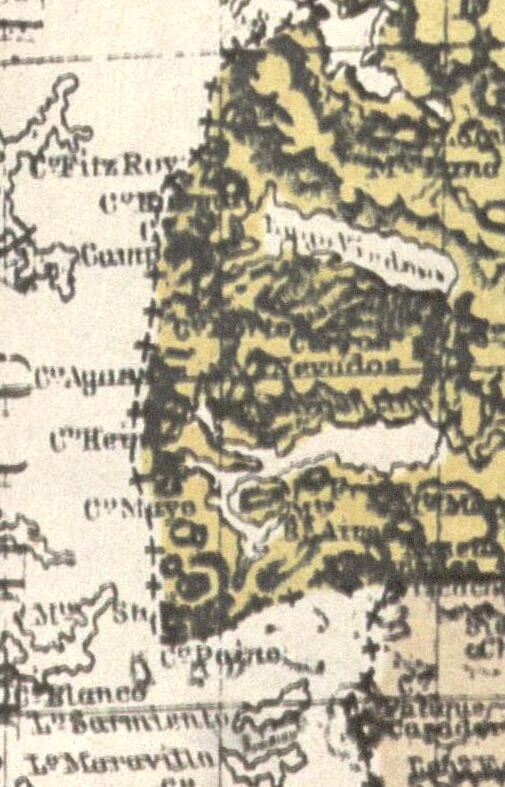
Mappa argentina del 1912 che mostra i punti di confine storici concordati dagli esperti argentini e cileni: Fitz Roy, Huemul, Campana, Agassiz, Heim, Mayo e Stokes.

Sebbene il confine tra Argentina e Cile nell'area fosse stato stabilito dal trattato del 1881 e delimitato nel 1898 dagli esperti di entrambi i paesi durante i lavori per il lodo arbitrale del 1902, in cui concordarono di non avere divergenze su quella parte del confine, il lodo fu stabilito "a perpetuità" da entrambi i paesi sotto la tutela britannica. La mappa pubblicata dalla Corona Britannica, come parte della documentazione del lodo del 1902, illustra una linea di demarcazione chiara (dal Fitz Roy allo Stokes) a est del Campo di Ghiaccio Patagonico Meridionale, lasciando la maggior parte del territorio in questione sul lato cileno.
Il lodo del 1902 considerò che in quell'area le alte vette fossero divisori delle acque e, quindi, non c'era disputa. Entrambi gli esperti, Francisco Pascasio Moreno per l'Argentina e Diego Barros Arana per il Cile, concordarono sul confine tra il Monte Fitz Roy e lo Stokes. Dal 1898, la delimitazione del confine nel campo di ghiaccio, tra le due montagne, fu definita sulle seguenti montagne e sulla loro continuità naturale: Fitz Roy, Torre, Huemul, Campana, Agassiz, Heim, Mayo e Stokes. Nel 1914, la catena del Mariano Moreno fu visitata da una spedizione, tuttavia, Francisco Pascasio Moreno ne conosceva già l'esistenza. L'Argentina iniziò a mettere in discussione il confine, sostenendo che il confine dovesse trovarsi nella catena del Mariano Moreno.
Nel 1994, la disputa della Laguna del Desierto fu risolta e coinvolse il territorio del Campo di Ghiaccio; un tribunale internazionale assegnò quasi tutta la zona all'Argentina. Dopo un ricorso respinto nel 1995, il Cile accettò il verdetto. Da allora, il Cile ha un piccolo corridoio per accedere al Monte Fitz Roy e il Passo Marconi è stato definito come punto di attraversamento del confine internazionale.
La sezione del confine nel Campo di Ghiaccio Patagonico Meridionale è l'ultimo problema di confine rimanente tra Cile e Argentina. Il 1º agosto 1991, i governi di Cile e Argentina concordarono su una linea di confine, ma l'accordo non fu mai ratificato dal legislatore argentino. Successivamente, nel 1998, entrambi i governi concordarono di ridisegnare la linea di confine tra il Monte Fitz Roy e il Cerro Murallón.
Esiste un'area in cui il confine tra Argentina e Cile non è stato ancora delimitato, come si evince dall'accordo del 1998 stipulato tra i due stati. Questa zona, chiamata campo di ghiaccio patagonico sud, si trova tra la provincia argentina di Santa Cruz e la regione cilena di Magellano e dell'Antartide Cilena.
Nonostante il risultato finale infruttuoso, nel 1998 Argentina e Cile fecero emergere la volontà di porre fine al contenzioso del Campo di ghiaccio patagonico sud: la proposta inizialmente effettuata prevedeva di ridefinire la demarcazione tra il Monte Fitz Roy e Cerro Daudet. Tuttavia, uno dei punti del segmento fissato dalla proposta fu spostato presso Cerro Murallón, restando invariato Cerro Daudet (corrispondente alla sezione A dell'accordo). La parte del confine tra il Monte Fitz Roy e il resto della catena montuosa ad ovest di esso sarebbe stato discussa in un secondo momento. Entrambe le nazioni non riuscirono a concordare una proposta soddisfacente per il confine tra Fitz Roy e Murallón, pertanto fu raggiunto il seguente accordo solo su una sezione dell'area in questione (divenuta nota come sezione B):
La Sezione A (tra il Cerro Murallón e il Daudet) e una piccola parte della Sezione B (dal Fitz Roy a un punto definito verso ovest) sono state tracciate, tuttavia, hanno anche concordato che la Sezione B (dal Fitz Roy al Murallón) avrebbe aspettato il completamento di una mappa dettagliata in scala 1:50.000 dell'area con ulteriori negoziati. Ad oggi, questa sezione rimane l'ultima parte non conclusa del confine e ha rappresentato un'irritazione nelle Relazioni Argentina-Cile."

#### Antartide
Le rivendicazioni argentine e cilene sull'Antartide sono parzialmente corrispondenti. Il Cile reclama il Territorio antartico cileno, tanto che lo considera parte della regione di Magellano e dell'Antartide Cilena; gli argentini rivendicano l'Antartide argentina, facente capo alla provincia di Terra del Fuoco, Antartide e Isole dell'Atlantico del Sud.